# پینچوته
پینچوته (انگلیسی: Pinchote) یک منطقه مسکونی در کشور کلمبیا است.